# Andrew Kow Afful
Andrew Kow Afful ist ein ehemaliger ghanaischer Diplomat.

## Werdegang
Im Jahr 1966 war Afful erster Sekretär der ständigen Vertretung Ghanas bei den Vereinten Nationen und Delegierter bei der 19. Weltgesundheitsversammlung. Am 13. Juni 1974 wurde Afful von Willi Stoph empfangen und zum Außerordentlichen und Bevollmächtigten Botschafter der Republik Ghana in der DDR akkreditiert. Das Abschiedsgespräch mit Friedrich Ebert junior fand am 10. November 1978 statt, Nachfolger im Amt des ghanaischen Botschafters wurde Assua Kwasi Sekyim-Kwandoh. Im Sommer 1980 vertrat Afful die ghanaische Regierung beim ersten Seminar der Vereinten Nationen zur Palästinafrage.